# Bitka kod Gettysburga
Bitka kod Gettysburga odigrala se u tri dana (1. – 3. srpnja 1863. godine), u okolici grada Gettysburga u Pennsylvaniji, kao dio Gettysburške kampanje, tijekom Američkog građanskog rata. Osim što je to bila najveća bitka u povijesti na prostoru Sjeverne Amerike, bitka kod Gettysburga je uz pad Vicksburga, koji se odigrao samo dan poslije, označila prekretnicu koja je promijenila tijek čitavog rata u korist Unije. Ova je bitka ujedno bila i posljednja velika ofenziva Konfederalne vojske na sjeverne države, kojom se pokušalo postići konačnu pobjedu koja bi Konfederaciji donijela međunarodno priznanje europskih sila i kraj rata predajom Unije. Konfederalnu vojsku predvodio je general Robert Edward Lee, sposoban vojskovođa koji je osobno predložio invaziju, nadajući se brzom kraju rata, jer Konfederacija nije imala materijalne prednosti Unije za dugotrajno vođenje rata. Vojska Unije u tri dana teških borbi potukla je Konfederalce, označivši kraj njihove nade za brzim dobivanjem rata, no general George Gordon Meade, zapovjednik Unionističke vojske, nakon bitke nije slijedio poražene Konfederalce da ih do kraja potuče, nego ih je pustio da se mirno povuku u Virginiju. Time je poraženim protivnicima omogućio da se oporave za nove borbe, zbog čega je poslije bio kritiziran od predsjednika Abrahama Lincolna.